# 近未来×予測テレビ ジキル&ハイド
『近未来×予測テレビ ジキル&ハイド』（きんみらいよそくテレビ ジキルとハイド）は、2008年1月27日から2009年2月22日まで、朝日放送 (ABC) を制作局としてテレビ朝日系列で放送されていた教養バラエティ番組である。

## 概要
最新科学技術や自然災害、伝染病などを取り上げ、CGのキャラクター『ジキル』が前者を、同じくCGの『ハイド』が後者を説明した。ただし、テコ入れ以降このキャラクターは廃止された。
2007年9月16日に『サンデーデラックス』の枠で特番『近未来予測!テレビ ジキル＆ハイド』（平均視聴率9.3%）として放送され、2008年1月27日から、日曜日20時台（19:58 - 20:54〈JST〉）でレギュラー放送を開始した。
4月より暗い内容は取り上げなくなったり、10月5日放送分からブラックマヨネーズが番組レギュラーに加わる等のリニューアルを行ったが、2008年12月7日では4.4%と前番組の『大胆MAP』と並ぶ最低視聴率をマークした。その後、2009年4月からかつてこの枠で放送されていた『大改造!!劇的ビフォーアフター』のレギュラー放送の再開が発表され、2009年2月22日の放送をもって終了した。

## 内容
爆笑問題を始めとするレギュラー出演者とゲストパネラー2名を含めた6 - 7人が出演。近い将来実用化されそうな最新の科学技術などを専門家のインタビューやVTRを交えて紹介する。
開始当初はCGのジキルとハイドが登場して説明を行っていたが、回によって両方登場する場合と、どちらか一方のキャラクターしか登場しないこともあった。
セットも、番組開始時は暗めだったが6月8日の放送から明るめのセットに変更された。

## 出演者（特番時を含む）
- 司会（近未来研究所所長）: 爆笑問題（田中裕二・太田光）
- アシスタント: 中田有紀
- レギュラーパネラー（研究員）:八田亜矢子、水嶋ヒロ(レギュラー初回 - 2008年7月27日)、ブラックマヨネーズ（小杉竜一・吉田敬）
- ナレーション: 斉藤茂一（ジキル&案内ナレーション）、若本規夫（ハイド）、広中雅志（ジキル）、鷹見康一（ハイド）、小山茉美（その他）
- 大和雅之

## スタッフ

### 特番
- 構成: 中野俊成、武田浩、木村仁
- スタジオ技術: ニユーテレス
- 技術プロデュース: 深谷高史
- SW: 鷹見康一
- CAM: 木俣希
- VE: 谷古宇利勝
- AUD: 奈良岡純一
- LD: 藤井梅雄
- ロケ技術
  - 撮影: 樋口辰男、草柳徹也、冨田太雄、石井健一
  - VE: 平田義博、ワサンタ・グナティラカ、岸本宗司、池田実
  - 照明: 斉藤直樹
- 美術プロデュース: 柴田慎一郎
- デザイン: きくちまさと
- 美術進行: 横守剛
- 大道具製作: 三瓶一美
- アクリル装飾: 石橋誉礼
- 電飾: 森智
- マルチ: 佐藤隆広
- TK: 小宮高子
- メイク: 金具光恵、鷲野早苗
- EED: 宮森善治、松田和茂
- MA: 遠山正
- 音効: 大山豊、岡戸久幸、大庭望
- CGデザイン: クロフネプロダクト
- タイトルCG: 永見康明
- CG: 有働武史、塩入篤彦、木嶋美雪
- リサーチ: T2ファージ
- 海外リサーチ: 古川菜津
- 編成: 小林正太郎 (ABC)
- 営業: 山本顕輝・関藤智明 (ABC)
- 番宣: 川井真紀 (ABC)
- デスク: 上野陽子
- AD: 名古屋陵、島田愛、石井一也、瀧田裕雅
- ディレクター: 仲川陽介、加藤秀章、綿部裕基
- 演出: 鈴木コーイチ、稲垣哲也
- プロデューサー: 吉川知仁・竹島和彦・佐々木聰子 (ABC) 、菊地俊一、竹下やすし、黒木明紀
- チーフプロデューサー: 今村俊昭 (ABC)
- 撮影協力: 消防庁・消防研究センター、RENTEC、フォトロン、どじょっこ
- 資料協力: NASA、ITNソース、Triumph、JAMSTEC、株式会社高知丸高、財団法人都市緑化技術開発機構、財団法人日本衛生環境センター、カイト株式会社、防災科学技術研究所Eディフェンス、シャルレ、ホームコンサルティング、大阪府、JAXA、国土地理院
- 技術協力: IMAGICA、SPOT、GPA、竜頭
- 美術協力: フジアール
- 協力: 砧スタジオ
- 制作協力: NON PRO

### レギュラー
- 構成: 中野俊成、武田浩、木村仁、河合秀仁、大辻民樹、キシモトジュン太、櫻井昭宏、内田裕士、松村智規、秋葉高彰、野口悠介
- 技術プロデュース: 深谷高史
- SW: 遠山康之
- CAM: 木俣希
- VE: 瀧本恵司
- AUD: 本間祥吾
- LD: 藤井梅雄
- ロケ技術
  - 撮影: 杉下光二、森威宏、杉山悟、川端智、刈谷憲一
  - VE: 関根文美恵、上山隆司、岩崎伸哉、植木久理子
  - 照明: 高橋勇、杉岡厚治
  - メイク: 山田久美子、増田聡美
- 視覚効果: 藤本茂
- 美術プロデュース: 柴田慎一郎
- デザイン: きくちまさと
- 美術進行: 横守剛
- 大道具製作: 浅見大
- 大道具操作: 成島好美
- アクリル装飾: 鳥居大吾、石橋誉礼
- 電飾: 石井誠、森智
- マルチ: 前島亮二
- アートフレーム: 菅沼和海
- メイク: 金具光恵
- EED: 須賀裕直、奥田恵夫
- MA: 坂井真一
- 音効: 大庭望、白石めぐみ、大山豊、岡戸久幸、沢井隆志
- CGデザイン: クロフネプロダクト
- タイトルデザイン: 永見康明
- VFX: 有働武史
- CGI: 木嶋美雪
- CG: 塩入篤彦
- TK: 跡部まさみ、小宮高子
- 映像協力: ABCリブラ、テレビ朝日ほか
- スタジオ技術: ニユーテレス
- 美術協力: フジアール
- 技術協力: オムニバス・ジャパン、クリア、V-OUT、マイシャ、SPOT、権四郎、TMC砧スタジオ
- 協力: テレビ朝日
- リサーチ: T2ファージ、メガバックス、GPA
- 編成: 小林正太郎・石橋義史 (ABC)
- 営業: 関藤智明 (ABC)
- 番組宣伝: 太田充彦・秋枝千絵・荒川美幸 (ABC)
- 制作デスク: 松原幹 (ABC) 、上野陽子、松永知佳
- 企画: 今村俊昭 (ABC)、鈴木コーイチ
- AD: 土井直樹、冨木田森彦、伊藤英、桑尾和延、萩原翔
- ディレクター: 井上学、真鍋洋平、佐藤恭
- 演出: 佐久間務、関正和
- 総合演出: 柴田昌彦
- プロデューサー: 伊藤拓哉、井口毅、竹島和彦、辻史彦、西尾理志 (ABC) 、菊地俊一、竹下やすし、羽立甲治、小林大剛、黒木明紀、明吉加代子、清藤麻美、伊藤かすみ
- チーフプロデューサー: 吉川知仁、小川隆弘 (ABC)
- 制作協力: NON PRO、JUMP、才、アミューズ
- 制作: ABC、テレコムスタッフ

## その他
- 制作局のABCでは、2008年1月22日 - 25日の未明1:26 - 1:29に、レギュラー化に伴う番組宣伝として、事前ミニ番組が放送された。
- ジキルとハイドのCGはそれぞれ仏像風とデーモン風の顔を模していたが、特番時は爆笑問題の顔をデーモン風に変化させていた。
- 番組開始前は爆笑問題と同じ事務所で弁護士の橋下徹も出演が予定されていたが、大阪府知事選挙の出馬が発表されたため、取りやめになった。
- 2007年9月の初回特プロの時、太田が「二回目は無さそうなパットしないタイトルだ」と評していたが、本人の予想に反してレギュラー化された。
- 番組の特徴といえる演出「前近代的な巨大メカのセット」、「有識者との対話は大型モニターを通して行う」、「重要事項ではモニターで "ATTENTION" と点滅させパトランプと警報で注意を喚起」などは、2006年3月放送で城島茂が司会を務めた『緊急発表!!巨大地震は次はここで起きる!?…日本防災センター』を雛型にしていると推測される。
- 2008年2月24日の放送での千葉県の海で発生した青潮の紹介で、別の海で異なる年に発生した青潮の映像を一部使用、それに関してのテロップ表記などがなかったため、誤解を招く表現だったとして翌週の番組の最後でお詫びを放送した。
- 2008年8月31日放送分は、制作局のABCのみ「スーパーベースボール・虎バン主義 阪神vs巨人」を放送するため後日放送となり、系列局へは裏送り（先行ネット）となった。